# Косулинский сельсовет (Курганская область)
Косулинский сельсове́т — упразднённое муниципальное образование со статусом сельского поселения в составе Куртамышского района Курганской области России. 
Административный центр — село Косулино.
Законом Курганской области от 12 мая 2021 года № 48 к 24 мая 2021 года упразднён в связи с преобразованием муниципального района в муниципальный округ.

## История
В соответствии с Законом Курганской области от 6 июля 2004 года № 419 сельсовет наделён статусом сельского поселения.

## Население
| 1989 | 2002 | 2010 | 2012 | 2013 | 2014 | 2015 |
| ---- | ---- | ---- | ---- | ---- | ---- | ---- |
| 1060 | ↘937 | ↘734 | ↘711 | ↘690 | ↗697 | ↘675 |
| 2016 | 2017 | 2018 | 2019 | 2020 |      |      |
| ↘650 | ↘622 | ↗623 | ↘601 | ↘588 |      |      |

## Состав сельского поселения
| № | Населённый пункт | Тип населённого пункта       | Население |
| - | ---------------- | ---------------------------- | --------- |
| 1 | Косулино         | село, административный центр | ↘685      |
| 2 | Кузьминовка      | деревня                      | ↘49       |